# Società tenori
Società tenori (Der G.m.b.H.-Tenor) è un film muto del 1916 interpretato e diretto da Ernst Lubitsch.

## Trama
Sally arriva a Berlino dalla provincia per lavorare con lo zio, un panificatore. Il giovanotto impara a fare il fornaio ma, in realtà, sogna di diventare un famoso tenore. La sua bella voce convince un gruppo di finanziatori che creano una società per investire su di lui, pagandogli le lezioni di canto che lo porteranno finalmente al tanto sospirato debutto all'opera. Sally dovrà interpretare Lohengrin e quello sembra il coronamento dei suoi sogni. Ma un rivale geloso gli sparge sul costume una polverina che gli provoca prurito e lo fa starnutire. Per Sally la carriera di cantante finisce lì: torna mogio mogio al forno dello zio, ma lì verrà consolato dalla sua bella cuginetta.

## Produzione
Il film fu prodotto dalla Projektions-AG Union (PAGU).

## Distribuzione
Uscì nelle sale cinematografiche tedesche il 22 dicembre 1916.